# Olympia-Pokal

Logo des Pokalsiegers
SC Motor Jena

Der Olympia-Pokal war ein Wettbewerb des Deutschen Fußball-Verbandes der DDR sowie der Neuen Fußballwoche, der während der DDR-Oberliga Spielzeit 1964/65 durchgeführt wurde. Pokalsieger wurde die Mannschaft des SC Motor Jena.

## Olympia-Pokal
Mit dem Olympia-Pokal wurde die achtwöchige Unterbrechung der DDR-Oberliga-Saison 1964/65 überbrückt, die wegen der Teilnahme der Fußballolympiaauswahl der DDR an den Olympischen Sommerspielen 1964 eingelegt wurde. Der Olympia-Pokal hatte den Status von Pflichtspielen.

## Modus
Der Olympia-Pokal wurde vom 23. September bis 24. Oktober 1964 mit allen 14 Oberliga-Mannschaften der Saison 1964/65 ausgetragen. Für den Wettbewerb wurden nach territorialen Gesichtspunkten zwei Staffeln zu je sieben Mannschaften gebildet, in denen jeder gegen jeden in einer einfachen Runde (ohne Rückspiel) um Punkte antreten musste. Dabei traten die Teams abwechselnd in Heim- und Auswärtsspielen an. Die beiden Staffelsieger bestritten das Finale. Ähnliche Wettbewerbe wurden auch 1972 (Fuwo-Pokal) sowie 1974 und 1976 (DFV-Toto-Sonderrunde) veranstaltet.

## Abschlusstabellen
| Staffel A | Staffel A              | Staffel A | Staffel A |
| Rang      | Mannschaft             | Tore      | Punkte    |
| --------- | ---------------------- | --------- | --------- |
| 01.       | BSG Lokomotive Stendal | 12:70     | 10:20     |
| 02.       | SC Empor Rostock       | 17:10     | 09:30     |
| 03.       | SG Dynamo Dresden      | 08:11     | 07:50     |
| 04.       | ASK Vorwärts Berlin    | 09:90     | 05:70     |
| 05.       | SC Dynamo Berlin       | 07:70     | 05:70     |
| 06.       | SC Aufbau Magdeburg    | 05:80     | 04:80     |
| 07.       | SC Neubrandenburg      | 08:14     | 02:10     |
| 0         |                        |           |           |
| Staffel B |                        |           |           |
| 01.       | SC Motor Jena          | 09:40     | 10:20     |
| 02.       | SC Leipzig             | 13:11     | 07:50     |
| 03.       | BSG Chemie Leipzig     | 07:70     | 06:60     |
| 04.       | BSG Wismut Aue         | 09:11     | 06:60     |
| 05.       | BSG Motor Zwickau      | 06:90     | 06:60     |
| 06.       | SC Karl-Marx-Stadt     | 14:80     | 05:70     |
| 07.       | BSG Motor Steinach     | 03:11     | 02:10     |

## Finale
Das Endspiel um den Olympiapokal erreichten der SC Motor Jena und die BSG Lokomotive Stendal mit jeweils 10:2 Punkten (2-Punkte-Regelung), wobei Stendal mit 12:7 das günstigere Torverhältnis gegenüber Jena (9:4) erreicht hatte. Die Begegnung fand am 24. Oktober 1964 im Brandenburger Stadion am Quenz statt. Nach einem gutklassigen Kampf gewann Motor Jena verdient mit 4:2. Die technische Sicherheit der Jenaer und Unsicherheiten beim Stendaler Torwart entschieden das Spiel. Besonders in der zweiten Spielhälfte imponierte der SC Motor mit seinem klugen und weiträumigen Angriffsfußball, bei dem sich besonders Mittelstürmer Peter Ducke als zweifacher Torschütze hervortat.
| SC Motor Jena                         | SC Motor Jena | BSG Lokomotive Stendal | BSG Lokomotive Stendal |
| ------------------------------------- | --- | --- | ---------------------- |
| SC Motor Jena                         | \| Ergebnis: 4:2 (2:1) \| \| Zuschauer: 5.000 \| \| Schiedsrichter: Köpcke (Wusterhausen) \| | \| Ergebnis: 4:2 (2:1) \| \| Zuschauer: 5.000 \| \| Schiedsrichter: Köpcke (Wusterhausen) \| | BSG Lokomotive Stendal |
| SC Motor Jena                         | Harald Fritzsche – Dieter Stricksner, Heinz Marx, Jürgen Werner – Heinz Hergert, Hilmar Ahnert – Rainer Knobloch, Dieter Lange, Peter Ducke, Werner Krauß, Roland Ducke Cheftrainer: Georg Buschner | Horst Falke – Manfred Felke, Ernst Lindner, Günter Prebusch – Henry Weißkopf, Kurt Liebrecht – Hans Küchler, Albrecht Strohmeyer, Dieter Karow, Erhard Kochale, Peter Güssau Cheftrainer: Martin Schwendler | BSG Lokomotive Stendal |
| SC Motor Jena                         | 1:0 Knobloch (19.) 2:1 P. Ducke (38.) 3:1 P. Ducke (51.) 4:2 Krauß (73.) | 1:1 Kochale (34.) 3:2 Kochale (58.) | BSG Lokomotive Stendal |
| Ergebnis: 4:2 (2:1)                   | | |                        |
| Zuschauer: 5.000                      | | |                        |
| Schiedsrichter: Köpcke (Wusterhausen) | | |                        |